# Пандорина кутија (филм)
Пандорина кутија је немачки неми драмски филм из 1929. године, режисера Георга Вилхелма Пабста, заснован на позоришним представама Франка Ведекинда Пандорина кутија и Дух земље. Главне улоге у филму тумаче Луиза Брукс, Франсис Ледерер, Карл Гец и Алис Робертс, а радња прати Лулу, заводљиву младу жену чија необуздана природа доноси пропаст и њој самој и онима који је воле.
Иако су га критичари одбацили по изласку, филм Пандорина кутија је касније поново откривен од стране филмских историчара, који га сматрају класиком вајмарске немачке кинематографије.

## Радња
Лулу је љубавница угледног, средовечног издавача новина, доктора Лудвига Шена. Једног дана, она се одушеви када јој на врата њеног стана дође старац по имену Шиголх, њен „први покровитељ”. Међутим, када и Шен стигне, Лулу га натера да се сакрије на балкону. Шен јој саопшти да ће се оженити Шарлотом фон Царников, ћерком министра унутрашњих послова. Лулу покушава да га одговори, али када он одлази након што открије неугледног Шиголха. Шиголх тада упознаје Лулу са снагатором Родригом Квастом. Кваст жели да она учествује у његовој новој тачки.
Следећег дана, Лулу посећује свог најбољег пријатеља Алву, Шеновог сина. Шен је веома незадовољан што је види, али добија идеју да је убаци у Алвину музичку продукцију, како би је се решио. Међутим, Шен прави грешку када доведе Шарлоту да погледа представу. Када Лулу одбије да наступи пред ривалком, Шен је води у оставу да је убеди, али она га заводи. Шарлота их затиче загрљене.
Поражени Шен пристаје да се ожени Лулу. Током свадбене прославе, згражава се када затекне Лулу како се заиграно забавља са Шиголхом и Квастом у спаваћој соби. Узима пиштољ и прети да ће убити њих двојицу, али Лулу виче да не пуца, јер је Шиголх њен отац. Шиголх и Кваст беже. Када остају сами, Шен захтева од нове супруге да узме пиштољ и убије се. Када она одбије, у борби пиштољ опали и Шен бива убијен.
На суђењу за убиство, Лулу добија пет година затвора због убиства из нехата. Међутим, Шиголх и Кваст активирају противпожарни аларм и у збрци је изводе. Када је Алва затекне поново у кући Шенових, признаје јој своја осећања и заједно одлучују да побегну из земље. Грофица Аугуста Гешвиц, која је и сама заљубљена у Лулу, даје јој свој пасош. У возу, Лулу препозна један путник, маркиз Касти-Пијани. Он пристаје да ћути у замену за новац. Такође јој нуди склониште — брод који служи као илегална коцкарница.
Касти-Пијани продаје Лулу једном Египћанину за његов бордел. Лулу, Гешвицова, Алва, Шиголх и Кваст сада су путници на коцкарском броду. Кваст уцењује Лулу тражећи новац за свој нови наступ. Очајан за новцем да исплати Египћанина, Алва вара у картама и бива ухваћен. Након што је затражила помоћ од Гешвицове, Лулу сада моли Шиголха. Он убеђује невољну Гешвицову да намами Кваста у кабину, где га она убија. Лулу, Шиголх и Алва беже чамцем док полиција опкољава брод.
Завршавају у беди, у хладном лондонском поткровљу. На Бадње вече, принуђена на проституцију, Лулу има несрећу да јој муштерија буде покајнички Џек Трбосек. Иако каже да нема новца, он јој се свиди и свеједно га позива у свој стан. Џек је дирнут и тајно баца свој нож. Шиголх одводи Алву пре него што их неко види. Иако ју је заиста заволео, Џек примећује нож на столу док се грле и не може да одоли свом нагону да убије. Несвестан њене судбине, Шиголх слави са групом весељака и испуњава своју животну жељу да једе божићни пудинг, док сломљени Алва (који види Џека како излази) прати поворку војске спаса.

## Улоге
| Глумац               | Улога                              |
| -------------------- | ---------------------------------- |
| Луиза Брукс          | Лулу                               |
| Фриц Кортнер         | др Лудвиг Шен                      |
| Франсис Ледерер      | Алва Шен                           |
| Карл Гец             | Шиголх                             |
| Крафт Рашиг          | Родриго Кваст                      |
| Алис Робертс         | грофица Аугуста Гешвиц             |
| Дејзи Д’ора          | Шарлота Мари Аделаида фон Царников |
| Густав Дисл          | Џек Трбосек                        |
| Михаел фон Невлински | маркиз Касти-Пијани                |